# Sântimreu, Bihor
Sântimreu (în maghiară Hegyközszentimre, colocvial Szentimre, în trad. Sfântul Emeric) este un sat în comuna Sălard din județul Bihor, Crișana, România. Lânga localitate există un deal renumit pentru vinurile sale. În centrul satului există un izvor artezian.

## Prezentarea localității
Localitatea Sântimreu este așezată la poalele dealului dintre valea Ierului și valea Barcăului, acolo unde râul ajunge la șes. Acestea sunt șiruri de dealuri de la poalele munților Apuseni și sunt potrivite pentru cultivarea viei, care pe vremuri au fost acoperite de păduri, în zilele noastre au rămas doar 223 ha de padure. Localitatea Sântimreu se află la 13 km de la granița de vest a României. Este așezată în direcția nord-vest față de Oradea la o distanță de 28 km și la 4 km de la Salard care se află la intersecția drumul județean Biharia - Marghita. Denumirea localității provine de la prințul Imre, fiul regelui Ștefan I al Ungariei și al reginei Ghizela. În "Váradi Regestrum" (Registrul Oradiei) apare prima dată în anul 1220, în forma latină Sanctus Henricus. Potrivit Almanahului "Hildesheim", prințul Imre a murit la 2 septembrie 1031 cu ocazia unei vânatori, omorât de un mistreț. Majoritatea istoricilor consideră că moartea prinșului moștenitor s-a petrecut pe teritoriul ducatului Bihariei care îi revenea, presupunând că abația de altă dată a fost construită pe locul unde a murit prințul Imre. În zilele noastre amintirea sa este pastrată prin statuia sa ridicată în mai 2005, care este un monument de interes turistic. Cu ocazia reformei administrative din anul 1968, Sântimreu a devenit sat component al comunei Sălard, cu o școală cu clase I-IV, grădiniță și unități de deservire. În prezent administrativ aparține de comuna Salard. Religia populației anterior reformei a fost 100% romano-catolică, dar datorită influenței familiei Warkoch de religie reformată în anul 1550 locuitorii au devenit reformați. Cu ocazia ultimului recensamânt, numărul locuitorilor este 607 în majoritate de religie reformată. Populația acestui asezământ în prezent trăiește din agricultură, mai multe hectare fiind cultivate dupa metoda ecologică existând și o gospodarie bio model, dar se ocupă și cu cultivarea viei respectiv viticultura. În zilele noastre pivnitele din valea "Gárdony" și "Muntelui Tót" asigură vinuri de cea mai bună calitate din zonă. Există în sat o fântână arteziană a cărei apa conține mult fier și care este eficace pentru vindecarea bolilor digestive, anterior Razboiului Mondial apa fântânei era îmbuteliată. Lacul de acumulare de 30 ha ar putea reprezenta un potențial turistic care este potrivit pentru baie, sporturi acvatice și pescuit. Localnicii se ocupă și cu creșterea cailor de rasă lipitai de concurs, dând posibilitate la plimbare călare, plimbare cu trăsura și iarna cu sania. În sat sunt mai multe feluri de prestații: ospitalitate, turism rural. În apropierea localității se găsesc ruinele cetății "Adorján" cu un turn înalt de 8 m.